# Asperula pseudochlorantha
Asperula pseudochlorantha är en måreväxtart som beskrevs av Friedrich Ehrendorfer. Asperula pseudochlorantha ingår i släktet färgmåror, och familjen måreväxter.

## Underarter
Arten delas in i följande underarter:
- A. p. antalyensis
- A. p. pseudochlorantha